# NGC 1253A
NGC 1253A је спирална галаксија у сазвежђу Еридан која се налази на NGC листи објеката дубоког неба.
Деклинација објекта је - 2° 48' 4" а ректасцензија 3h 14m 23,6s. Привидна величина (магнитуда) објекта NGC 1253 износи 13,9 а фотографска магнитуда 14,5. NGC 1253A је још познат и под ознакама MCG -1-9-19, DDO 31, VV 587, ARP 279, IRAS 03118-0259, PGC 12053.